# Данбері (Нью-Гемпшир)
Данбері (англ. Danbury) — місто (англ. town) в США, в окрузі Меррімак штату Нью-Гемпшир. Населення — 1250 осіб (2020).

## Демографія
Згідно з переписом 2010 року, у місті мешкали 1164 особи в 490 домогосподарствах у складі 326 родин. Було 684 помешкання
Расовий склад населення:
| - 98,7 % — білих - 0,3 % — азіатів - 0,2 % — корінних американців - 0,1 % — чорних або афроамериканців |

До двох чи більше рас належало 0,5 %. Частка іспаномовних становила 1,5 % від усіх жителів.
За віковим діапазоном населення розподілялося таким чином: 19,9 % — особи молодші 18 років, 66,7 % — особи у віці 18—64 років, 13,4 % — особи у віці 65 років та старші. Медіана віку мешканця становила 44,0 року. На 100 осіб жіночої статі у місті припадало 103,5 чоловіків;  на 100 жінок у віці від 18 років та старших — 105,3 чоловіків також старших 18 років.
Середній дохід на одне домашнє господарство  становив 68 203 долари США (медіана — 63 750), а середній дохід на одну сім'ю — 79 696 доларів (медіана — 71 759). Медіана доходів становила 46 053 долари для чоловіків та 35 761 долар для жінок. За межею бідності перебувало 2,1 % осіб, у тому числі 4,1 % дітей у віці до 18 років та 0,0 % осіб у віці 65 років та старших.
Цивільне працевлаштоване населення становило 773 особи. Основні галузі зайнятості: освіта, охорона здоров'я та соціальна допомога — 28,1 %, виробництво — 17,9 %, будівництво — 11,3 %, роздрібна торгівля — 10,1 %.